# Castelo de Teck
Teck era um castelo ducal no reino de Württemberg, imediatamente ao norte do Alpes Suábios e ao sul da cidade de Kirchheim unter Teck (agora no distrito de Esslingen). Burg Teck leva o nome do cume, o Teckberg, com 773 metros de altura, que é coroado. Foi destruído na Guerra dos Camponeses Alemães (1525). O castelo foi reconstruído durante os séculos XIX e XX.

## Localização geográfica
O castelo fica na montanha Teckberg em Albtrauf, acima do rio Lauter, que deságua no Neckar. Pertence ao distrito da cidade de Owen e faz fronteira com o município de Bissingen an der Teck. Ambos pertencem ao distrito de Esslingen desde 1973. A Sibyllenloch está localizada na rocha abaixo do castelo.

## História
A menção mais antiga do Castelo Teck é encontrada em um contrato de 1152 entre o imperador Frederico Barbarossa e o duque Konrad von Zähringen. Os Zähringer originalmente tinham sua propriedade principal na área ao redor de Teck e a partir de 1187 deixaram a propriedade restante nesta área para uma linha secundária mais nova, que então se autodenominavam Duques de Teck. Devido a dificuldades financeiras, eles venderam metade de seu castelo para os Habsburgos em 1303 e a outra metade para os Condes de Württemberg em 1381. No século XV, os duques de Teck morreram e seu título de duque passou para os condes anteriores de Württemberg em 1495.
O antigo castelo foi completamente destruído na Guerra dos Camponeses em 1525.
Sob o duque Karl Alexander von Württemberg, as ruínas do castelo foram expandidas para uma fortaleza moderna. O trabalho começou em 1736, mas terminou em 1737 com a morte do duque. Desde 1738, alguns dos novos edifícios inacabados foram desmontados. A partir de então, o Teck permaneceu uma ruína.
No século XIX, o duque Alexandre, sobrinho do rei Frederico I, casou-se com uma condessa desigual. O filho Francisco, nascido em 1837, foi excluído da linha de sucessão e recebeu o título de príncipe como compensação, e em 1871 o de Duque de Teck. O duque Francisco casou-se com a princesa Maria Adelaide, neta do rei britânico Jorge III. A filha, Maria de Teck, tornou-se esposa do Rei Jorge V e, assim, trouxe o nome Teck para a titulação da família real britânica. Adolfo Cambridge foi o detentor do título até 1917. Na Primeira Guerra Mundial, o monarca britânico adotou um sobrenome não alemão e renunciou a todos os títulos alemães em seu nome e dos membros de sua família domiciliados em seus reinos, incluindo os Tecks.

## Uso atual

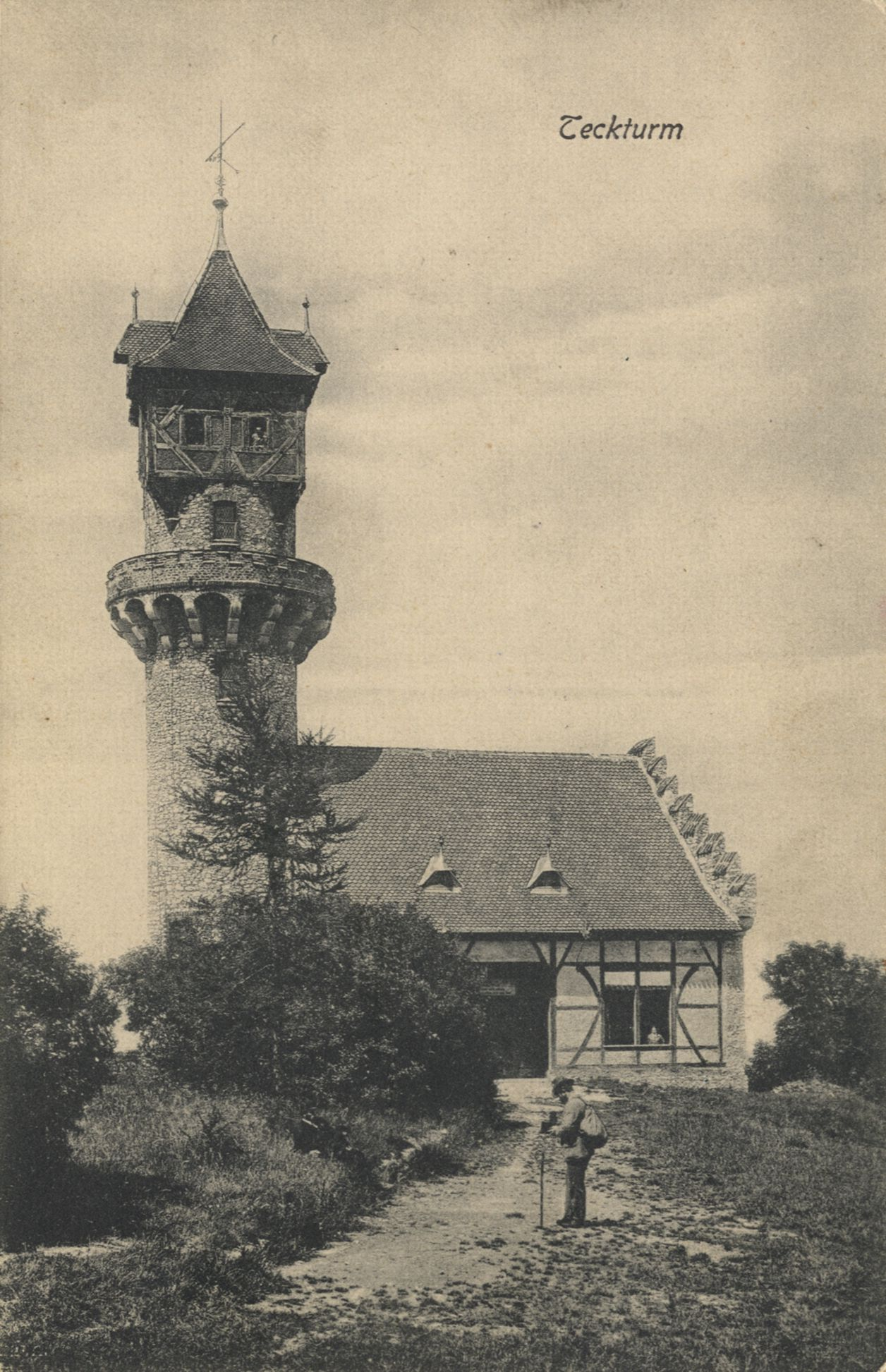
A Teckturm (circa 1900)

Em 1889, uma torre de observação com um abrigo anexo foi construída nas fundações da torre de menagem e inaugurada em 1º de setembro de 1889. Em 1933, um salão de eventos foi construído próximo a torre Teckturm e chamado de "Mörikehalle". Desde 6 de junho de 1941, a instalação é propriedade da Schwäbischen Albvereins, que em 1954/1955 converteu o Mörikehalle em uma pousada com restaurante e quartos. Em 1955, a torre de observação de 31 metros de altura, até então perigosa, foi trazida ao estado atual.
Em 9 de novembro de 1999, a área ao redor do castelo foi declarada reserva natural Teck ('Naturschutzgebiet').
Em maio de 2010, parte da torre da era Hohenstaufen caiu. Em 2013, foi reforçada, mas não reconstruída em sua forma original.